# Isoetes cleeffii
Isoetes cleeffii är en kärlväxtart som beskrevs av Hans Peter Fuchs. Isoetes cleeffii ingår i släktet braxengräs, och familjen Isoetaceae. Inga underarter finns listade i Catalogue of Life.